# Action Now
Action Now è stato un programma televisivo italiano di genere documentario prodotto da Brando Quilici e Mario Rossini per Rai 1, andato in onda per sedici puntate della durata di circa mezz'ora a partire dal 1º ottobre 1984.

## Caratteristiche
Il programma era incentrato sugli "High Sensations Seeker" ("ricercatori di forti emozioni") statunitensi: venivano trattati temi estremi come follie o sport pericolosi. Il commento parlato era a cura di Francesco Valitutti, mentre la sigla era degli Oliver Onions e s'intitolava Lady 'O ... (bella bella tu).
Da questa trasmissione è stato tratto anche un libro contenente tutte le imprese presentate nelle varie puntate.